# Qvale
Qvale foi uma montadora de automóveis italiana fundada em 2000 pelo norte americano Bruce Qvale, filho de Kjell Qvale. Seu único produto foi o Mangusta, baseado no De Tomaso Biguà.